# دیجریدو

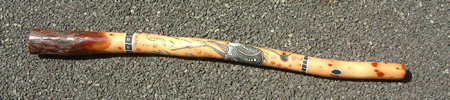
یک دیجریدو تزئین‌شده.

دیجریدو (Didgeridoo) یکی از سازهای بادی مردم بومی استرالیا است.
ساز دیجریدو را گاه به عنوان ترومپت چوبی طبیعی توصیف می‌کنند.
یک صخره‌نگاره باستانی مربوط به ۱۵۰۰ سال پیش یک دیجریدو-نواز و دو آوازخوان را ترسیم کرده‌است.
نام این ساز یک نام‌آوا است که غربیان برای آن انتخاب کرده‌اند.
در گذشته مراسم رقص و آوازهای آیینی بومیان امریکاجنوبی با نوای دیجیریدو همراه بود.

## تاریخچه
این ساز بادی نخستین بار در سرزمین‌های بومیان استرالیا یافت شده‌است.
بومیان استرالیا، دیجیریدو را با تقلید از صدای حیوانات یا دیگر صداهای طبیعت می‌نواختند و از آن به عنوان ساز همراهی‌کننده برای آوازها و داستان‌سرایی‌ها استفاده می‌کردند.

## نحوه ساخت
دیجیریدوهای اولیه معمولاً از ساقهٔ درختان اکالیپتوس ساخته می‌شد که به وسیلهٔ موریانه سوراخ شده بود. بومیان پس از یافتن درخت مناسب، آن را قطعه قطعه می‌کنند، پوستش را می‌کنند و انتهای آن را می‌تراشند تا آمادهٔ نواختن شود. گاه نیز دیجیریدوها را با نقوش رنگارنگ تزیین می‌کنند و برای راحتی در هنگام نواختن، دهانهٔ آن را به موم آغشته می‌کنند.